# Municipio de Creston (Carolina del Norte)
El municipio de Creston (en inglés: Creston Township) es un municipio ubicado en el  condado de Ashe en el estado estadounidense de Carolina del Norte. En el año 2010 tenía una población de 612 habitantes.

## Geografía
El municipio de Creston se encuentra ubicado en las coordenadas 36°24′20.45″N 81°36′36.39″O / 36.4056806, -81.6101083.